# Dusona longiseta
Dusona longiseta är en stekelart som beskrevs av Hinz 1961. Dusona longiseta ingår i släktet Dusona och familjen brokparasitsteklar. Inga underarter finns listade i Catalogue of Life.